# Wekmurak
Wekmurak is een bestuurslaag in het regentschap Belu van de provincie Oost-Nusa Tenggara, Indonesië. Wekmurak telt 663 inwoners (volkstelling 2010).